# Zoran Roje
Zoran Roje, född 7 oktober 1956 i Split, är en kroatisk vattenpolotränare och före detta jugoslavisk vattenpolospelare. Han ingick i Jugoslaviens landslag vid olympiska sommarspelen 1980 och 1984. Han var chefstränare för Kroatiens herrlandslag i vattenpolo 2001–2005.
Roje tog OS-silver i den olympiska vattenpoloturneringen i Moskva och OS-guld i den olympiska vattenpoloturneringen i Los Angeles. I Moskva var hans målsaldo i fem mål och i Los Angeles sju mål.